# 黒田知永子
黒田 知永子（くろだ ちえこ、1961年6月3日 - ）は、日本のファッションモデル、タレント。東京都出身。アクラ所属。

## 略歴
成城学園高等学校を経て、成城短期大学在学中からファッション雑誌『JJ』のモデルとして活動。24歳でモデルを引退した。
28歳で結婚。結婚後は専業主婦をしていたが、『JJ』時代の編集者から30代向けの雑誌を創刊するからモデルに復帰しないかと誘われ、1995年の『VERY』創刊とともにモデル業に復帰した。同誌では創刊号から表紙モデルを務めた。
2002年創刊の『STORY』でも創刊号から表紙モデルを務めた。
2008年3月号で『STORY』を卒業し、同年10月から集英社の婦人向けファッション雑誌『eclat』の表紙モデルを務めた。

## 人物
28歳で結婚。1990年に第1子女児を出産したが、2007年に離婚した。

## 出演

### テレビ番組
- ジャスト（TBS）
- 笑っていいとも!（フジテレビ、2006年4月 - 9月）月曜レギュラー
- タイヨウのうた（TBS、2006年7月 - 9月）雨音由紀 役
- ベリーベリーサタデー!（関西テレビ、2006年10月 - 2007年3月）「週末LUNCHナビ」ナビゲーター
- のだめカンタービレ（フジテレビ、2006年10月 - 12月）三善征子 役
- 浅草ふくまる旅館第2シリーズ（TBS、2007年10月 - 12月）福田多恵 役
- おもいッきりイイ!!テレビ （日本テレビ、2007年10月 - 2009年3月）水曜レギュラー
- 金曜プレステージ「松本清張スペシャル・殺人行おくのほそ道」（フジテレビ、2007年12月7日）倉永安子 役
- 浅見光彦〜最終章〜（TBS、2009年10月 - 12月）浅見和子 役
- わんにゃん茶館（カフェ）（NHK-BS2、2009年4月 - 2011年3月）司会
- 百年名家〜築100年の家を訪ねる旅（BS朝日、2011年4月 - 9月）司会
- ゴゴスマ -GO GO!Smile!-（CBC、2013年4月 - ）金曜レギュラー

### CM
- ニベア花王
- 三井ホーム
- 森永製菓
- 日産自動車
- 早稲田塾
- ユニクロ
- ワールド
- 千趣会
- 花王 エマール
- パナソニック エイジケア
- コーセー グランデーヌ ルクサージュ

### 雑誌
- JJ（光文社）
- VERY（光文社）
- STORY（光文社）
- eclat（集英社）

### 声優
- 二ノ国（ニンテンドーDS、2010年12月9日発売）アリー 役

## 受賞
- 第20回ベストジーニスト賞（2003年）
- 第1回パーカッシオ美脚大賞 40代部門（2003年）[5]
- 第2回ベストマザー賞 文化部門（2009年）[6]